# Quechua de Aurahuá-Chupamarca
El quechua de Aurahuá-Chupamarca es una lengua quechua hablada en el noroeste de la provincia peruana de Castrovirreyna en el departamento de Huancavelica, en los distritos de Aurahuá y Chupamarca.  Se incluye dentro de esta variedad el quechua de San Pedro de Huacarpana, ubicado en la quebrada de Ayoque, en el extremo oriental de la provincia de Chincha en el departamento de Ica.  Posee notable similitud léxica al corpus del quechua ayacuchano.
Esta variedad presenta las seis vocales del Quechua I, tres cortas y tres largas, y un conjunto de consonantes bastante conservado, el cual consta de tres nasales /m, n, ɲ/ cuatro oclusivas /p, t, k, q/, dos africadas /t͡ʃ, ʈ͡ʂ/, tres fricativas /s, ʃ, h/, dos aproximantes /j, w/ y tres líquidas /ʎ, ɾ, l/.  La uvular /q/ presenta cuatro alófonos, tornándose sonora ante consonantes también sonoras y fricativa en todos los contextos salvo inicial absoluto de palabra, vecindad de oclusivas y palatales.
|             | Bilabial | Bilabial | Alveolar | Alveolar | Postalveolar | Postalveolar | Retrofleja | Retrofleja | Palatal | Palatal | Velar | Velar | Uvular | Uvular | Glotal | Glotal |
| ----------- | -------- | -------- | -------- | -------- | ------------ | ------------ | ---------- | ---------- | ------- | ------- | ----- | ----- | ------ | ------ | ------ | ------ |
| Nasal       |          | m        |          | n        |              |              |            |            |         | ɲ       |       |       |        |        |        |        |
| Oclusiva    | p        |          | t        |          |              |              |            |            |         |         | k     |       | q      |        |        |        |
| Africada    |          |          |          |          | t͡ʃ           |              | ʈ͡ʂ         |            |         |         |       |       |        |        |        |        |
| Fricativa   |          |          | s        |          | ʃ            |              | ʂ          |            |         |         |       |       |        |        | h      |        |
| Aproximante |          |          |          |          |              |              |            |            |         | j       |       | w     |        |        |        |        |
| Lateral     |          |          |          | l        |              |              |            |            |         | ʎ       |       |       |        |        |        |        |
| Vibrante    |          |          |          | ɾ        |              |              |            |            |         |         |       |       |        |        |        |        |